# Rivière au Renard (Gaspé)
Pour les articles homonymes, voir Rivière au Renard.
La Rivière au Renard est un affluent du littoral nord-est de l'estuaire du Saint-Laurent, coulant dans le secteur de Rivière-au-Renard, de la ville de Gaspé, dans la municipalité régionale de comté (MRC) de La Côte-de-Gaspé, dans la région administrative de la Gaspésie-Îles-de-la-Madeleine, au Québec, au Canada.
Dans son cours, la rivière au Renard traverse le canton de Sydenham, le canton de Baie-de-Gaspé-Nord et le canton de Fox, avant de traverser le secteur Rivière-au-Renard de la ville de Gaspé. Le cours de la rivière constitue la limite nord du Parc national de Forillon.

## Géographie
La Rivière au Renard prend sa source de ruisseaux de montagne dans le canton de Sydenham, situé en zone forestière, dans la ville de Gaspé, dans les Monts Chic-Chocs qui font partie des Monts Notre-Dame. Cette source est située à 6,8 km au nord du pont de la confluence de la rivière Dartmouth et à 11,3 km.
À partir de sa source, la Rivière au Renard coule sur 19,3 km, répartis selon les segments suivants :
- 1,0 km vers le sud-est jusqu'à la limite du canton de Baie-de-Gaspé-Nord ;
- 3,1 km vers le sud-est, jusque près du chemin de la montée de Rivière-Morris ;
- 1,5 km vers le nord-est, en recueillant en fin de segment les eaux de la rivière de la Division (venant du sud-est), jusqu'à la limite du canton de Fox ;
- 5,0 km vers le nord-est, puis le sud-est, jusqu'au pont de la route 197 ;
- 0,8 km vers le nord-est, jusqu'à la confluence la rivière Morris ;
- 3,5 km vers le nord-est, jusqu'au pont de la route 197 ;
- 3,4 km vers le nord-est, jusqu'au pont de la route 132 ;
- 1,0 km vers le sud-est, puis le nord, jusqu'à sa confluence.

Au terme de son cours, la rivière se déverse dans l’anse de la Rivière au Renard, au village de Rivière-au-Renard, sur le littoral nord-est de l'estuaire du Saint-Laurent. Un brise-lames rattaché à la pointe Samuel ferme l'entrée de l'anse du côté ouest, et le quai public situé rattaché à la pointe au Renard s'avance vers le brise-lames, créant un havre de sécurité aux petits bateaux. Le barachois, aujourd'hui en partie détruit, était jadis fort impressionnant.
Cette confluence se situe à 2,8 km (en ligne directe) au sud-est de la confluence de la Petite rivière au Renard et à 1,6 km au nord de la limite nord du Parc national de Forillon.

## Toponymie
Les cartes de Bellin (1744) et du sieur d'Anville (1755) signale «Grande R. au Renard» et de «Petite R. au Renard» pour désigner ces deux cours d'eau voisin. Subséquemment, la dénomination a été traduit occasionnellement en anglais par Fox River. « Oôogoisoei Sipo, Rivière-au-Renard; sens littéral. » a paru sous le titre Le Pays des Micmacs, publié dans le Bulletin de la Société de Géographie de Québec, volume 21, numéro 2, 1927, par le Père F. Pacifique, O.M.I. Selon la Commission de toponymie du Québec, la graphie contemporaine du toponyme micmac est "Wowgwisewei Sipu".
Le toponyme rivière au Renard a été officialisé le 5 décembre 1968 à la Commission de toponymie du Québec.